# Gallien
Gallien (latin: Gallia) var et kelterområde i Vesteuropa i jernalderen og i Romerrigets æra. Området svarer til Frankrig, Luxembourg, Belgien, det meste af Schweiz, dele af Norditalien og Holland og Tyskland på Rhinens vestbred.
Romerne invaderede Gallien første gang 125 f.Kr. De erobrede middelhavsregionen, Rhône og Languedoc-dalen. De kaldte det Provinsen, hvilket har holdt sig op i vor tid, hvor det sydlige Frankrig under ét kaldes for Provence.
Julius Cæsar opdelte Gallien i to regioner: Provinsen og Frit Gallien. Dette blev yderligere delt i tre: Belgisk Gallien i nord mellem Rhinen og Seinen, keltisk Gallien i centrum mellem Seinen, Garonne og øvre Rhin samt Aquitanien i sydvest. Området svarer til det meste af Frankrig i dag.
Gallien er i populærkulturen kendt fra tegneserien Asterix.